# Ян Кос (воєвода смоленський)
Ян Кос (д/н — 1712) — державний діяч, урядник Речі Посполитої.

## Життєпис
Походив з прусського шляхетського роду Косів власного гербу. Син Яна Коса, воєводи хелмінського, та Маріаани Вольф фон Людінггаузен. Народився приблизно до 1680 року. У 1690 році одружився з Анастасією Мишковською. Згодом стає старостою добжинським і шиндвальдським.
У 1696 році обирається послом (делегатом) на елекційний сейм. Того ж року підписав генеральну конфедерацію на підтримку Августа Саксонського. 1697 року брав участь в елекційному сеймі, де королем було обрано останнього. 1702 року втратив батька. 1703 року успадкував староство остроленцьке. Надавав значні кошти на зведення костелу й монастиря в Остроленці.
Під час війни зі Швецією зберіг вірність королю Августу II. Брав участь у боях на боці Сандомирської конфедерації. 1710 року призначається воєводою смоленським (суто номінально, оскільки ці землі належали Російській імперії). Завдяки цьому стає сенатором Речі Посполитої. Помер раптово у 1712 році. Поховано в Остроленці.

## Родина
Дружина — Анастасія, донька Станіслава Казимира Мишковського, маркграфа, ордината на Піньчуві
Діти:
- донька (померла дитиною)